# Інколи (альбом)
Інколи — це концертний альбом Олега Скрипки, діючого вокаліста гурту Воплі Відоплясова.

## Список композицій
1. Ты ушел (2:51)
2. Я прошу (3:12)
3. Інколи (3:24)
4. Я підійду (2:05)
5. Галю, приходь (2:35)
6. Їхали козаки (3:01)
7. Ти ж мене (3:40)
8. Стривай, паровозе (2:45)
9. Гоп - стоп (3:10)
10. Танці (2:52)
11. Весна (4:53)
12. Я в весеннем лесу (2:43)
13. Э - э (3:31)